# Umegatani Tōtarō I
Umegatani Tōtarō I est un nom japonais traditionnel ; le nom de famille (ou le nom d'école), Umegatani, précède donc le prénom (ou le nom d'artiste).
Umegatani Tōtarō I (梅ヶ谷 藤太郎) (16 mars 1845 – 15 mai 1928), de son vrai nom Tōtarō Oe, est un lutteur sumo officiellement reconnu comme le 15e yokozuna. Il est généralement considéré comme le plus fort lutteur depuis l'ère de Tanikaze Kajinosuke et Raiden Tameimon.

## Biographie
Umegatani entre dans le monde du sumo d'Osaka en 1863 et est promu ōzeki en 1870. Il n'est pas satisfait de ce rang et l'abandonne. Il débute dans le sumo de Tokyo en décembre 1870 et recommence une carrière à zéro. Il remporte 58 combats consécutifs de janvier 1876 à janvier 1881. C'est le quatrième meilleur record derrière Futabayama Sadaji (en), Tanikaze Kajinosuke et Hakuhō Shō. Il reçoit le titre de yokozuna en février 1884 simultanément des organisations d'Osaka et de Tokyo. L'empereur Meiji assiste à l'un de ses combats le 10 mars 1884, ce qui aide le sumo à devenir plus populaire au Japon. Il comptabilise 116 victoires pour seulement 6 défaites dans la première division makuuchi, soit un pourcentage de victoires de 95,1%, le plus haut parmi les yokozuna, et dépassé uniquement par l'ōzeki Raiden Tameimon. Il n'a pas un physique particulièrement impressionnant mais est remarquablement fort. Après sa retraite, il reste dans le monde du sumo comme entraîneur sous le nom d'Ikazuchi Oyakata. Il aide à réunir des fonds pour la construction du premier stade Ryōgoku Kokugikan en 1909.
Il vit jusqu'à l'âge de 83 ans, devenant le yokozuna à vivre le plus longtemps. Il survit à son fils adoptif Umegatani Tōtarō II (en) et est l'un des quelques yokozuna à être mort à un âge très avancé.

## Palmarès
- La durée réelle des tournois de l'année de l'époque varie souvent.

Dans le tableau suivant, les cases en vert sont celles des tournois remportés.
| -    | Printemps                                   | Hiver                                          |
| ---- | ------------------------------------------- | ---------------------------------------------- |
| 1874 | x                                           | Maegashira de l'ouest #6 8–0–1 1d Non officiel |
| 1875 | Maegashira de l'ouest #5 6–1–3              | Pas de tournoi                                 |
| 1876 | Maegashira de l'ouest #4 5–2–2 1d           | Maegashira de l'ouest #2 3–0–6 1d              |
| 1877 | Maegashira de l'ouest #1 8–0–2 Non officiel | Komusubi de l'ouest 7–0–2 1h Non officiel      |
| 1878 | Sekiwake de l'ouest 7–0–1 Non officiel      | Sekiwake de l'ouest 4–0–4 1d 1h                |
| 1879 | Ōzeki de l'ouest 6–0–1 3d                   | Ōzeki de l'ouest 5–0–4 1h                      |
| 1880 | Ōzeki de l'ouest 0–0–6 4d                   | Ōzeki de l'ouest 9–0–1 Non officiel            |
| 1881 | Ōzeki de l'ouest 7–1–1 1d Non officiel      | Ōzeki de l'ouest 8–0–2 Non officiel            |
| 1882 | Absent                                      | Ōzeki de l'ouest 5–0–4 1d Non officiel         |
| 1883 | Ōzeki de l'est 6–0–4                        | Ōzeki de l'est 3–0–7                           |
| 1884 | Ōzeki de l'est 7–0–2 1d Non officiel        | Ōzeki de l'est 7–2–1                           |
| 1885 | Ōzeki de l'est 3–0–4 3d                     | Ōzeki de l'est Retraite 0–0–10                 |